# Karatał
Karatał (kaz. Каратал – „czarna wierzba”) – rzeka we wschodnim Kazachstanie (obwód ałmacki), w zlewisku jeziora Bałchasz. Jedna z rzek Siedmiorzecza. Długość – 390 km, powierzchnia zlewni – 19,1 tys. km². Reżim śnieżno-lodowcowy.
Bierze początek w paśmie górskim Dżungarski Ałatau, przepływa przez stolicę obwodu – Tałdy Kurgan, wypływa do Kotliny Bałchasko-Ałakolskiej, gdzie oddziela pustynie Saryjesyk Atyrau i Żamankum, po czym uchodzi do wschodniej części jeziora Bałchasz.